# Joachim Thomas Schuhbauer
Joachim Thomas Schuhbauer OSB (* 20. Dezember 1743 in München; † 17. Dezember 1812 in Regensburg) war ein deutscher Benediktinerpater und Pädagoge.

## Leben

### Werdegang
Joachim Thomas Schuhbauer trat nach seinem Studium in München in das Benediktinerstift Niederaltaich ein und wurde 1767 zum Priester geweiht.
1769 wurde er Professor am Benediktinergymnasium (heute: Dom-Gymnasium) in Freising. Nachdem die Gesellschaft Jesu aufgehoben worden war, ernannte ihn die bayerische Regierung am 11. Oktober 1773 zum Professor der Poetik und Rhetorik am Gymnasium in Mindelheim und im darauffolgenden Jahr wurde er 1774 nach Burghausen und 1776 nach Straubing versetzt.
Als 1781 die Besetzung der bayerischen Gymnasien und Lyzeen der katholischen Kirche überlassen wurde, erhielt er im Gymnasium (heute: Erasmus-Gymnasium) in Amberg eine Anstellung als Professor der schönen Wissenschaften.
1783 bat die Malteser-Ritterorden-Repräsentation in München den Kurfürsten Karl Theodor darum, Joachim Thomas Schuhbauer zu ihnen als Geometer, Oberforstmeister, Archivar und Landschulen-Inspektor zu versetzen und erwirkte die päpstliche Dispensation von allen seinen Klosterbanden.
1786 ging er aus politischen Gründen zum Hochstift Passau und erhielt eine Anstellung als Professor der schönen Wissenschaften und der griechischen Sprache; er wurde gleichzeitig Präfekt (Schulleiter) des Episcopale et Academicum Gymnasiums (heute: Leopoldinum) mit dem Charakter eines fürstlich-bischöflichen Studienrats; zu seinen Schülern gehörte unter anderem der spätere Mediziner Ernst von Grossi.
1794 wurde er, nach vielen unbewiesenen Beschuldigungen, aus seinem Amt entlassen, ging darauf nach Wien, und erteilte dort den drei Söhnen des Grafen Anton von Apponyi (1751–1817), Obergespan des Komitats Tolna, Unterricht; zu diesen Söhnen gehörte unter anderem der spätere Diplomat Anton von Apponyi.
Nach seiner Rehabilitation 1799 wurde er im Oktober 1802 als Wirklicher Generalstudiendirektoriumsrat nach München zurückgerufen und behielt auch nach der Umwandlung des Generalstudiendirektorium in das Landesdirektionsrat das Referat in Studiensachen. Als das Landesdirektorat 1808 aufgelöst wurde, wurde er dem Generalkommissariat des Regenkreises als Schulrat beigestellt und Ende 1810 nach Regensburg versetzt; in Regensburg wurde er zum königlich-bayerischen Kreisschulrat für den Regenkreis ernannt.

### Berufliches Wirken
1782 veröffentlichte Joachim Thomas Schuhbauer seine Schrift Über die gymnastischen Schauspiele. In dieser Zeit und in den folgenden Jahren veröffentlichte er in mehreren, überwiegend satirischen Schriften, Publikationen gegen den Aberglauben und Obskurantismus.
Er veröffentlichte anonym in August Ludwig von Schlözers Staatsanzeigen, Jahrgang 1783, Band III, Heft 10 einen Beitrag über die ungesetzliche Hinrichtung einer Kindermörderin in Amberg und in der Folge 1784 die Schrift Appellation zur Gerechtigkeit des Publikums wider die lügenhafte und unverschämte Verteidigung der Justizmörder zu Amberg. Zur Rechtfertigung des Herrn Hofrathes Schlözer und seines Ambergischen Correspondenten. Ein nötiger Beytrag zum zehnten Hefte der Staatsanzeigen. Trotz der Anonymität geriet er in den Verdacht, Verfasser dieser Schriften zu sein; dieser Verdacht und seine Schrift Geschichte der Studienverfassung in Bayern, seitdem die Schulen den Mönchen anvertraut worden, führte dazu, dass die Malteser-Ritterordens-Repräsentation von höchster Stelle die Weisung erhielt, ihm irgendein Amt auf dem Land anzuweisen, sodass er 1786 zum Hochstift Passau ging.

## Mitgliedschaften
- Joachim Thomas Schuhbauer wurde am 2. Mai 1780 zum auswärtigen Mitglied der ästhetischen Klasse der Akademie der Wissenschaften München ernannt und veröffentlichte 1781 in ihrem ersten Band Abhandlungen über Gegenstände der schönen Wissenschaften eine von ihm eingesandte Abhandlung über die Singspiele.

## Schriften (Auswahl)
- Roman Pacher; Franz Xaver Maichl; Thomas Joachim Schuhbauer: La Providenza Soave, Sev Svavis Dei Providentia: Honoribvs Excellentissimi, Reverendissimi, Perinlvstris Ac Amplissimi Domini Domini Avgvstini Ord. SS. P. Ben. Antiqvissimi Monasterii Ad Qvercvm Inferiorem Abbatis Vigilantissimi &c. &c. A Capitvlo Obedientissimo VI Calendarum Septembrium Anno Dni MDCCLXVII. Straubingen 1767.
- Über die Singspiele. Abhandlungen der baierischen Akademie über Gegenstände der schönen Wissenschaften, Bd. 1. München 1781. S. 169 f.
- Lob- und Ehren-Rede auf den heiligen Erzvater Benedikt. Tegernsee 1782.
- Lob- und Ehrenrede auf die heilige Inquisition. Wien 1782.
- Trauerrede auf das Hinscheiden weiland eines Herrn Klosterprälaten aus dem Reiche. 1782.
- Ueber die gymnastischen Schauspiele: eine Rede bey der feyerlichen Austheilung der pädagogischen Preise. Amberg: bey Georg Koch, 1782.
- Lorenz von Westenrieder; Thomas Joachim Schuhbauer; Lorenz Hübner; Joachim Anton Cron: Dringende Vorstellungen an Menschlichkeit und Vernunft, um Aufhebung des ehelosen Standes der katholischen Geistlichkeit. 1782.
- Appellation zur Gerechtigkeit des Publikums wider die lügenhafte und unverschämte Verteidigung der Justizmörder zu Amberg. 1784.